# Jean-Marc Jurkovitz
Jean-Marc Jurkovitz est un ancien joueur français de volley-ball né le 20 avril 1963 à Paris.
De 1982 à 1993, il totalise 290 sélections en équipe de France où avec Alain Fabiani, Philippe Blain ou encore Laurent Tillie, il se prépara sous forme de commando en vue du championnat du monde 1986 organisé en France.

## Clubs (joueur)
| Club             | Pays   | De        | À         |
| ---------------- | ------ | --------- | --------- |
| Équipe de France | France | 1984-1985 | 1985-1986 |
| AS Grenoble      | France | 1986-1987 | 1989-1990 |

## Palmarès (joueur)
2 fois champion de France
2 coupes de France
Médaille d'argent championnat d'europe 1987
Médaille de bronze championnat d'europe 1985